# TV-teater i Sverige – Spelåret 1962/63

## Spelåret 1962/63. Den femte TV-teaterensemblen
|  | Ensemblens medlemmar Margaretha Krook, Anita Björk, Isa Quensel, TV-teaterchefen Henrik Dyfverman, Erik Berglund, Brita Öberg, produktionsledare Willy Peters, Åke Grönberg, Birger Malmsten, Catrin Westerlund, Ola Svensson, Maude Adelson, Heinz Hopf, Ingrid Borthen, Ove Tjernberg, producent Kåre Santesson och Lars Lind. Regissör: Lars Löfgren. Dessutom hörde Allan Edwall, Jan Erik Lindqvist, Holger Löwenadler och Curt Masreliez till ensemblen. |

| Titel                         | Datum      | Manus                                        | Regissör                  | I rollerna (urval)                               | Övrigt                                                       |
| ----------------------------- | ---------- | -------------------------------------------- | ------------------------- | ------------------------------------------------ | ------------------------------------------------------------ |
| Fru Warrens yrke              | 1962-09-04 | George Bernard Shaw                          | Jan Molander              | Margaretha Krook, Helena Brodin m.fl.            | Komedi. Orig:titel: Mrs Warren's profession                  |
| Generalskan                   | 1962-09-09 | Erland Josephson                             | Bengt Lagerkvist          | Karin Kavli, Björn Berglund m.fl.                | TV-pjäs                                                      |
| Trasiga änglar                | 1962-09-24 | Albert Husson                                | Åke Falck                 | Olof Widgren, Margaretha Krook m.fl.             | Komedi. Orig:titel: La cuisine des anges                     |
| Bacchusfesten                 | 1962-10-01 | Arthur Schnitzler                            | Håkan Ersgård             | Anita Björk, Georg Årlin m.fl.                   | Pjäs. Orig:titel: Das Bacchusfest                            |
| Tranfjädrarna                 | 1962-10-08 | Sven-Erik Bäck                               | Bengt Ekerot              | Margareta Hallin, Uno Ebrelius m.fl.             | Text av Bertil Malmberg efter en pjäs av Junji Kinoshita.    |
| Trängningen                   | 1962-10-22 | Lars Görling                                 | Lars Engström             | Arne Nyberg, Kent Andersson m.fl.                | TV-pjäs                                                      |
| Rytmiska reflexer             | 1962-10-28 | Barbro Thiel                                 |                           | Aino Ternström, Monika Hägg m.fl.                | En koreografisk lek                                          |
| De vackra människorna         | 1962-10-29 | William Saroyan                              | Jan Molander              | Helena Brodin, Margaretha Krook m.fl.            | Komedi. Orig:titel: The beautiful people                     |
| Ritten till havet             | 1962-11-05 | John Millington Synge                        | Ralf Långbacka            | Berta Hall, Halvar Björk m.fl.                   | Pjäs. Orig:titel: Riders to the sea                          |
| Aurresku                      | 1962-11-06 |                                              | Instudering: Barbro Thiel | Ulla Paulsson, Margareta Åsberg m.fl.            | Baskiska danser                                              |
| Galaföreställning från Operan | 1962-11-11 |                                              |                           |                                                  |                                                              |
| Kvartetten som sprängdes      | 1962-11-15 | Birger Sjöberg                               | Hans Abramson             | Allan Edwall, Lars Lind m.fl.                    | Bilder ur Birger Sjöbergs roman arrangerade av Gösta Sjöberg |
| Den förlorade sonen           | 1962-11-19 | Ivo Cramér                                   | Rune Lindström            | Björn Holmgren, Mario Mengarelli m.fl.           | Fem dansande dalmålningar                                    |
| Gisslan                       | 1962-11-26 | Brendan Behan                                | Hans Abramson             | Åke Grönberg, Margaretha Krook m.fl.             | Orig:titel: The hostage                                      |
| Walter Nicks                  | 1962-11-29 |                                              |                           |                                                  | Dans till egna jazzimprovisationer                           |
| Preciosa och vinden           | 1962-12-01 |                                              | Koreografi: Barbro Thiel  | Yvonne Brosset, Willy Sandberg                   | Efter en dikt av Federico García Lorca Musik: Joaquin Turina |
| Handen på hjärtat             | 1962-12-07 | Terence Rattigan                             | Jan Molander              | Gunnar Björnstrand, Catrin Westerlund m.fl.      | TV-pjäs. Orig:titel: Heart to heart                          |
| Kollektionen                  | 1962-12-17 | Harold Pinter                                | Bengt Lagerkvist          | Curt Masreliez, Kristina Adolphson m.fl.         | TV-pjäs. Orig:titel: The collection                          |
| Öga: sömn i dröm              | 1962-12-20 | Birgit Åkesson och Kåre Gundersen            |                           | Margaretha Åsberg, Ulf Palme                     | Dikt: Erik Lindegren. Musik: Karl-Birger Blomdahl            |
| Värmlänningarna               | 1962-12-26 | Fredrik August Dahlgren                      | Bengt Lagerkvist          | Erik Berglund, Carl Billquist m.fl.              | Sorglustigt tal-, sång- och dansspel i sex tavlor            |
| Sankt Antonius underverk      | 1962-12-31 | Maurice Maeterlinck                          | Yngve Nordwall            | Håkan Jahnberg, Ulla Sjöblom m.fl.               | Tragikomedi. Orig:titel: Le miracle de Saint Antoine         |
| Den sköna Galatea             | 1963-01-01 | Franz von Suppé                              | Folke Abenius             | Margaretha Meyerson, Karl-Gustaf Lindström m.fl. | Operett. Orig:titel: Die schöne Galatea                      |
| Misantropen                   | 1963-01-14 | Jean-Baptiste Molière                        | Håkan Ersgård             | Keve Hjelm, Jan Erik Lindqvist m.fl.             |                                                              |
| Jojk                          | 1963-01-28 | Göte Wilks                                   | Rolf Husberg              | Tor Isedal, Isa Quensel m.fl.                    |                                                              |
| Topaze                        | 1963-02-18 | Marcel Pagnol                                | Jan Molander              | Allan Edwall, Margaretha Krook m.fl.             | Orig:titel: Topaze                                           |
| Lyckan kommer                 | 1963-02-25 | Lars Forsberg                                | Håkan Ersgård             | Ove Tjernberg, Catrin Westerlund m.fl.           | TV-pjäs                                                      |
| Gertrud                       | 1963-03-04 | Hjalmar Söderberg                            | Bengt Lagerkvist          | Curt Masreliez, Anita Björk m.fl.                |                                                              |
| Fånga en fallande stjärna     | 1963-03-16 | Sidney Carroll                               | Börje Mellvig             | Alice Eklund, Lauritz Falk m.fl.                 | TV-pjäs. Orig:titel: Catch a falling star                    |
| På Sicilien                   | 1963-03-18 | Giovanni Targioni Tozzetti och Guido Menasci | Bengt Peterson            | Barbro Ericson, Ragnar Ulfung m.fl.              | Opera i en akt. Orig:titel: Cavalleria rusticana             |
| Medea                         | 1963-03-25 | Euripides                                    | Keve Hjelm                | Margaretha Krook, Holger Löwenadler m.fl.        |                                                              |
| Möblemang i ek                | 1963-04-01 | Noel Coward                                  | Jan Molander              | Curt Masreliez, Catrin Westerlund m.fl.          | Komedi. Orig:titel: Fumed oak                                |
| Trämålning                    | 1963-04-22 | Ingmar Bergman                               | Lennart Olsson            | Marianne Wessén, Olof Bergström m.fl.            | Ett spel                                                     |
| Brott i sol                   | 1963-04-27 | Staffan Tjerneld                             | Josef Halfen              | Folke Sundquist, Marianne Hedengrahn m.fl.       | Pjäs                                                         |
| Ett drömspel                  | 1963-05-02 | August Strindberg                            | Ingmar Bergman            | Ingrid Thulin, Uno Henning m.fl.                 | Musik: Sven-Erik Bäck                                        |
| Munken går på ängen           | 1963-05-13 | Pierre de Marivaux                           | Bengt Lagerkvist          | Maude Adelson, Catrin Westerlund m.fl.           | Komedi. Orig:titel: Le jeu de l'amour et du hasard           |
| Skilsmässa                    | 1963-05-27 | Alex Brinchmann                              | Willy Peters              | Maj-Britt Nilsson, Frank Sundström m.fl.         | TV-pjäs. Orig:titel: Forliset                                |
| Madame Butterfly              | 1963-06-02 | Luigi Illica och Giuseppe Giacosa            | Göran Gentele             | Margareta Hallin, Margot Rödin m.fl.             | En japansk tragedi i två akter. Musik: Giacomo Puccini       |